# Кинтанар, Карлос
Карлос Марио Кинтанар Рохана (исп. Carlos Mario Quintanar Rohana, 2 июня 1939, Сьюдад-Хуарес, Мексика — 14 октября 2010, Поса-Рика-де-Идальго, Мексика) — мексиканский баскетболист, центровой. Участник летних Олимпийских игр 1960, 1964 и 1968 годов, серебряный призёр Панамериканских игр 1967 года, бронзовый призёр Игр Центральной Америки и Карибского бассейна 1962 года, серебряный призёр Игр Центральной Америки и Карибского бассейна 1966 года.

## Биография
Карлос Кинтанар родился 2 июня 1939 года в мексиканском городе Сьюдад-Хуарес.
В 1960 году вошёл в состав сборной Мексики по баскетболу на летних Олимпийских играх в Риме, занявшей 12-е место. Провёл 8 матчей, набрал 117 очков (28 — в матче со сборной Японии, по 18 — с Венгрией и Филиппинами, 14 — с Испанией, по 10 — с Францией, СССР и Пуэрто-Рико, 9 — с Бразилией).
В 1964 году вошёл в состав сборной Мексики по баскетболу на летних Олимпийских играх в Токио, занявшей 12-е место. Провёл 9 матчей, набрал 124 очка (22 — в матче со сборной Венгрии, 20 — с Канадой, 18 — с Австралией, 16 — с Италией, 12 — с Финляндией, по 10 — с Пуэрто-Рико и Польшей, по 8 — с СССР и Японией).
В 1967 году завоевал серебряную медаль баскетбольного турнира Панамериканских игр в Виннипеге. Кроме того, участвовал ещё в трёх Панамериканских играх: в 1959 году в Чикаго, в 1963 году в Сан-Паулу и в 1971 году в Кали.
В 1968 году вошёл в состав сборной Мексики по баскетболу на летних Олимпийских играх в Мехико, занявшей 5-е место. Провёл 8 матчей, набрал 30 очков (8 — в матче со сборной Бразилии, по 6 — с Болгарией и Испанией, 4 — с Кубой и Польшей, 2 — с Южной Кореей).
Дважды выигрывал медали баскетбольных турниров Игр Центральной Америки и Карибского бассейна: бронзу в 1962 году в Кингстоне, серебро в 1966 году в Сан-Хуане.
Четыре раза выступал на чемпионатах мира в 1959, 1963, 1967 и 1970 годах.
В 1971 году был выбран «Сан-Диего Рокетс» в 18-м раунде драфта НБА под 234-м номером, однако не сыграл на профессиональном уровне.
Умер 14 октября 2010 года в мексиканском городе Поса-Рика-де-Идальго.